# Centro Cardinal Bea
Le Centre Cardinal-Bea (en italien : Centro Cardinal Bea per gli Studi Giudaici), situé à Rome dans les locaux de l'université pontificale grégorienne, est un institut de recherches et de publications sur les relations entre juifs et chrétiens. Il collabore avec l'Institut biblique pontifical et avec la faculté de théologie et de philosophie de la Grégorienne, ainsi qu'avec universités italiennes ou étrangères. Le Centre propose des cours, des conférences, des débats, et permet l'obtention d'un diplôme (master). Il se situe dans la lignée de la déclaration Nostra Ætate, issue du concile Vatican II, et doit son nom au cardinal Augustin Bea, précurseur du dialogue entre juifs et chrétiens.
Les archives et la documentation du Service international de documentation judéo-chrétienne (SIDIC) de Rome sont désormais regroupées au Centre, dont l'actuel directeur depuis 2023 est Massimo Gargiulio, succédant à Étienne Vető, Thomas Casey et Philipp Renczes.
C'est également au Centro Cardinal Bea qu'a été transféré en 2001 le CCEJ (Centre chrétien d'études juives), qui publie les Cahiers Ratisbonne depuis 1996. Le CCEJ se trouvait auparavant au monastère Ratisbonne, dans le centre de Jérusalem-Ouest,.